# Gazivoda
Gazivoda (in albanese Liqeni i Gazivodës o Liqeni i Ujmanit; in serbo Језеро Газиводе?, Jezero Gazivode) è un lago artificiale serbo-kosovaro formato da una diga sul fiume Ibar, suo unico immissario.
Dei suoi circa 12 km² di superficie, un quarto appartiene alla Serbia (Distretto di Raška) e tre quarti al Kosovo, nel cui distretto di Kosovska Mitrovica amministrativamente ricade.
Fu costruito negli anni settanta del XX secolo da Energoprojekt, la compagnia elettrica jugoslava di Stato, per creare un bacino per scopi idroelettrici al fine di soddisfare il fabbisogno energetico della regione.
Il lago si estende maggiormente in lunghezza (24 km²) con una profondità media di 105 m.